# Rosoš (okres Ťačiv)
Rosoš (ukrajinsky Росош, maďarsky Rosszos) je osada obce Kryčovo, v Buštynské vesnické komunitě, v okrese Ťačiv, v Zakarpatské oblasti na Ukrajině. V roce 2025 zde žilo 344 obyvatel.